# Ormiscodes lasiocampina
Ormiscodes lasiocampina är en fjärilsart som beskrevs av Felder 1874. Ormiscodes lasiocampina ingår i släktet Ormiscodes och familjen påfågelsspinnare. Inga underarter finns listade i Catalogue of Life.